# Lynn S. Hightower
Lynn S. Hightower (* vor 1992 in Chattanooga) ist eine US-amerikanische Schriftstellerin, die bekannt ist für ihre Kriminalromane.

## Leben
Hightower wuchs in Kentucky auf. Sie studierte Kreatives Schreiben und machte einen akademischen Abschluss in Journalismus an der Universität von Kentucky. Zunächst schrieb sie Werbespots für das Fernsehen und begann dann ein weiteres Studium zum Master of Business Administration. Doch sie stellte bald fest, dass das nicht das Richtige für sie war; sie wollte als Schriftstellerin ihren Lebensunterhalt verdienen. Hightower schrieb ab den 1990ern mehrere erfolgreiche Kriminalroman-Reihen, von denen einige Bände auch auf Deutsch erschienen. Nebenbei unterrichtete sie das Romanschreiben (Creative Writing) an der University of California, Los Angeles (UCLA).
1994 erhielt sie den Shamus Award für Satan’s Lambs. Um ihren Schilderungen Authentizität zu verleihen, war sie für ihre Recherche mit Polizisten der Mordkommission von Cincinnati und mit Polizeibeamten und Privatdetektiven in Kentucky unterwegs an Tatorten und bei Autopsien.
Hightower liebt nach eigenen Angaben Zydeco-Musik, Filme, kleine Sportwagen und zahme Reitpferde. Sie ist hauptberuflich Schriftstellerin, hobbymäßig Hundehalterin, liebt Tanzen und Kanusport. Letzte bekannte Wohnorte waren Lexington (Kentucky) (1999) und Kalifornien (2002).

## Werke
Sonora Blair-Reihe
- Flashpoint-Killer Droemer Knaur, München 1995 ISBN 3-426-61431-6 US-Original-Titel: Flashpoint
- Der blinde Fleck Droemer Knaur, München 1999 ISBN 3-426-60806-5 US-Original-Titel: Eyeshot
- Tödlicher Ritt Droemer Knaur, München 1999 ISBN 3-426-61155-4  US-Original-Titel: No good deed (Delacorte Press, New York 1998) (UK-Titel: Horseplay)
- Zahltag Droemer Knaur, München 2002 ISBN 3-426-61959-8 US-Original-Titel: The debt collector (Delacorte Press, New York 2000)

Lena Padget-Reihe
- Satan’s lambs – Walker & Co.,  New York 1993
- Fortunes of the dead (2003)
- When Secrets Die – Atria/Simon & Schuster, 2005

David Silver-Reihe
- Alien blues (1992)
- Alien eyes (1993)
- Alien heat (1994)
- Alien rites (1995)

außerhalb von Reihen
- Alte Sünden (2001)
- High water (UK-Titel: Borderline)

Anthologien, Kurzgeschichten
- The Magic House in: Final Shadows Doubleday (Verlag) 1991

## Auszeichnungen
- Shamus Award 1994 für Satan’s Lambs